# Padampur, Rajasthan
Padampur är en ort i Indien.   Den ligger i distriktet Gangānagar och delstaten Rajasthan, i den nordvästra delen av landet, 400 km väster om huvudstaden New Delhi. Padampur ligger 170 meter över havet och antalet invånare är 18 454.
Terrängen runt Padampur är mycket platt. Runt Padampur är det tätbefolkat, med 286 invånare per kvadratkilometer. Trakten runt Padampur består till största delen av jordbruksmark.